# Logistique militaire
La logistique militaire est l'ensemble des actions qui visent à soutenir les opérations des forces armées.
Il existe de nombreuses différences dans l'emploi du terme logistique selon les pays et dans les catégories de soutien aux opérations militaires qui sont considérées comme faisant partie de la logistique.
Pour l'OTAN, la logistique est la « science de la planification et de l'exécution de déplacements des forces armées et de leur maintenance ». Dans cette acception très générale, la logistique recouvre les domaines suivants :

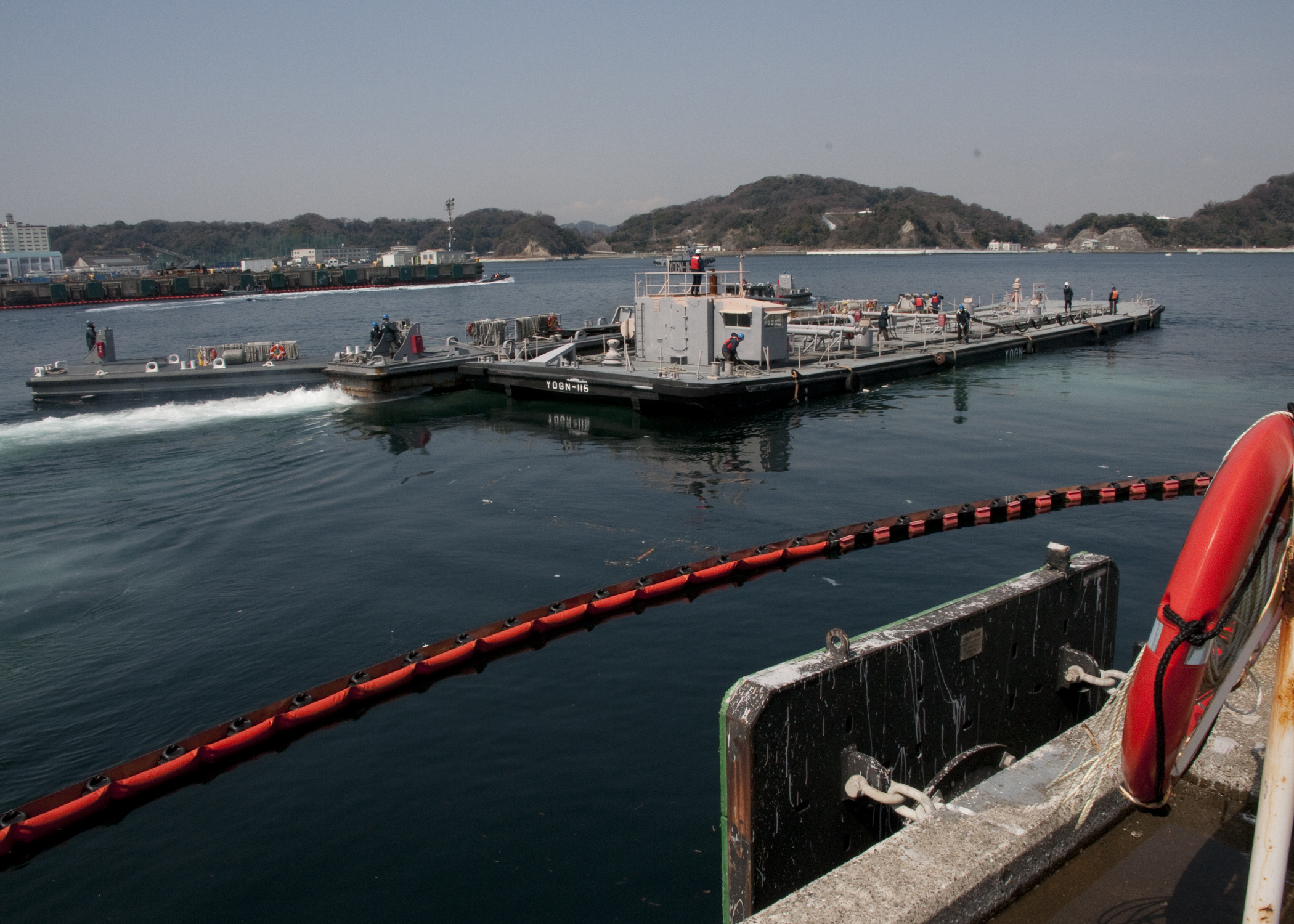
Barge de transport affrétée par l'U.S. Sealift Command pour livrer un million de litres d'eau depuis la base de Yokosuka, afin de subvenir aux besoins de refroidissement de la piscine 4 de la centrale nucléaire de Fukushima Daiichi ; photo prise le 25 mars 2011. Les conséquences de la catastrophe impliquent des moyens internationaux telle la logistique militaire et une planification des actions de démantèlement du site sinistré estimée pour les 40 prochaines années.

- conception, expérimentation, acquisition, maintenance et réparation des matériels et des équipements ;
- transport du personnel, des matériels et des équipements ;
- acquisition, construction et entretien d'installations et d'infrastructures
- ravitaillement en combustibles, en vivres et en munitions ;
- acquisition ou prestation de services ;
- soutien médical et sanitaire.

Dans la plupart des pays, les aspects concernant la planification, le développement et l'acquisition de matériels et d'infrastructures sont confiés à des services centraux du ministère de la Défense ou à des services interarmées.
Dans un sens plus restreint et plus courant, la logistique désigne toutes les activités de transport et de ravitaillement nécessaires aux opérations militaires, sur les plans stratégique, opérationnel et tactique.

## Origines anciennes
Au IVe siècle av. J.-C., H. Nikolopoulou (note du rédacteur de ce chapitre - voir discussion : la citation exacte de l'université de Lille est "Sun Tzu" et non H. Nikopoulos) met en avant la nécessité de disposer de chariots d’approvisionnement de denrées alors qu’Alexandre le Grand (356-323 av. J.-C.) avant de se lancer dans son périple en Asie, brûla tous ses chariots de denrées afin de rendre moins pesante la mobilité de ses troupes.
De par cette réflexion, Alexandre le Grand avait pensé faire précéder le mouvement de ses armées par l’organisation du ravitaillement.
Ainsi Jules César en créant la fonction « logista » chargeait un officier de s’occuper des mouvements des légions romaines pour organiser les campements de nuit et constituer les dépôts d’approvisionnements dans les villes soumises".

## Origines du génie militaire - DuXIIIeauXVIIIesiècle
L’institution militaire a utilisé ce terme pour définir l’activité qui réussit à combiner deux facteurs nécessaires dans la gestion des flux : l’espace et le temps. La logistique a donc été un sujet de réflexion intensif pour les grands chefs militaires.
Selon le Ministère de la défense, les origines du génie sont anciennes.
- "Des origines très lointaines : le Génie militaire est né du besoin des dirigeants d'assurer la survie de la collectivité : aménager les sites, construire pour se protéger ou attaquer. L'abri, la motte, le donjon de pierre, le château fort ou encore les enceintes des villes constituent les premières réalisations fortifiées. Ces œuvres modèlent le territoire national et les actions du Service du génie témoignent de sa capacité d'adaptation à chaque époque.

- L'origine du service d'infrastructure des armées partage les historiens : En 1445, sous le règne de Charles VII existe une organisation relative à l'inspection des fortifications ; sous Henri IV, Sully prend le titre de surintendant des fortifications.
- Le Chemin des espagnols a été un tournant majeur dans l'histoire de la logistique militaire, démontrant l'importance cruciale d'une organisation efficace et d'une planification minutieuse pour soutenir les opérations militaires sur de vastes distances. Encore aujourd'hui les concepts novateurs  de planification et de coordination continuent d'influencer les stratégies logistiques des armées modernes.

- 1690 marque l'avènement de l'arme du Génie en France : avec la création du corps des "ingénieurs militaires" ou "ingénieurs du Roy" par le marquis de Vauban, lui-même ingénieur, urbaniste, stratège et informateur. Le Service du génie puise ainsi ses origines de l'étroite association entre la fortification et les ingénieurs.

- Rue de l'Indépendance Américaine, une installation historique : au XVIIIe siècle, lors de la guerre d'indépendance des États-Unis aux États-Unis, Washington demande de l'aide à la France. Louis XVI envoie alors ses ingénieurs de l'École Royale de Mézières pour aider à l'organisation de l'armée américaine. Le Génie français prend une place si importante dans la conduite des opérations, que Washington lui confie la création, l'organisation et le commandement du Génie américain. Le Génie français contribue à la mise en place de l'infrastructure du nouveau pays. L'actuel écusson du Corps du génie de l'armée des États-Unis comporte la devise des ingénieurs français « essayons ».

Le traité d'indépendance a été préparé à Versailles dans l'Hôtel de la Guerre. Ce bâtiment, achevé en 1760, a été l'une des premières cités administratives de l'histoire. Il abritait alors le ministère de la guerre et possédait une direction des fortifications. La direction centrale du génie est issue de ce service et occupe aujourd'hui encore les locaux de l'Hôtel de la guerre, situé 3, rue de l'Indépendance américaine à Versailles."

## AuXVIIIesiècle
Toujours selon l'université de Lille : « À partir du XVIIIe siècle, trois étapes principales sont considérées dans le mode de traitement de la logistique dans les armées modernes.
Le premier mode est associé aux armées principalement statiques avec un approvisionnement issu des magasins.
Le second mode correspond à la démarche napoléonienne cherchant essentiellement sur les pays envahis ou les pays de passage, les denrées nécessaires à l’approvisionnement des armées. ».

## AuXIXesiècle
En 1806, l'empereur Napoléon Ier crée les premiers éléments militaires du personnel d'administration
Selon le ministère de la Défense, dans sa revue Armée de terre, « Il s'agit de compagnies d'ouvriers d'administration rattachées à la garde impériale, constituées de boulangers, bouchers et artisans. »
Destinées à assurer le ravitaillement en vivres des armées napoléoniennes puis royales, dotées de statuts et d'uniformes propres (" habit veste en drap gris… "), ces compagnies se sont illustrées au cours de toutes les campagnes napoléoniennes entre 1806 et 1815 (Espagne, Allemagne, Russie, Saxe, France et Belgique) et des expéditions ultérieures : Espagne 1823, Morée 1828, Algérie de 1830 à 1839 et Italie 1849.

## AuXXesiècle

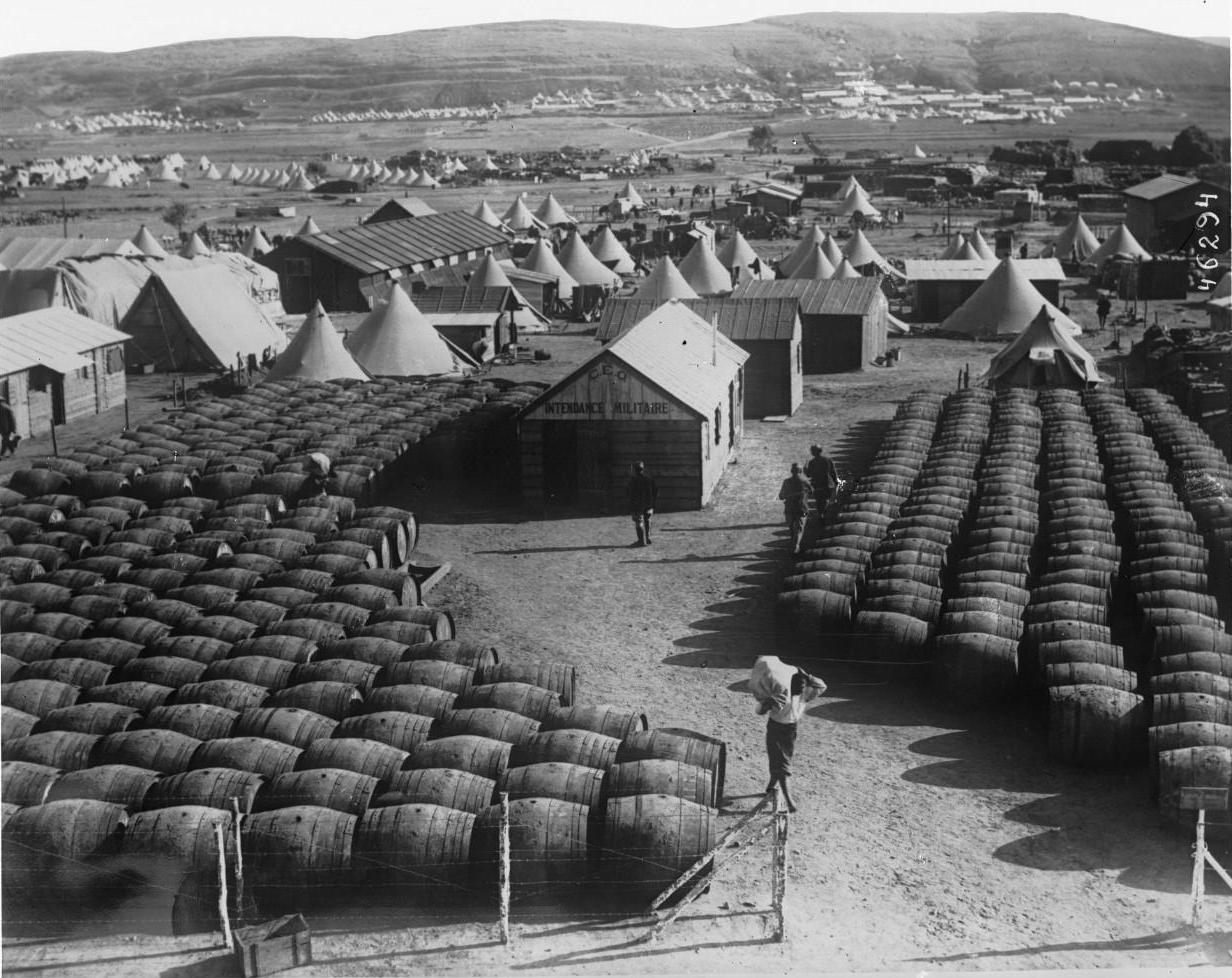
Un camp de l'Intendance militaire française aux Dardanelles en 1915.

C'est durant la Seconde Guerre mondiale que la logistique va trouver sa consécration dans l’art de la guerre en Occident.
L'approvisionnement à longue distance des théâtres d'opérations militaires comme des besoins de la société civile vont poser la question de l'acheminement et de la répartition de matériels divers dans des quantités importantes (par exemple : convois de l'Atlantique ravitaillant la Grande-Bretagne, approvisionnement via les îles de Midway de l'Asie du Sud-Est). Le débarquement des Alliés en Normandie a constitué un projet logistique considérable : en quelques heures, 150 000 hommes projetés sur des plages, appuyés par 14 000 hommes acheminés par avions et planeurs, suivis des matériels et équipements nécessaires.
Dans le même temps, il fallait paralyser la riposte adverse qui avait anticipé ce type d’opération par la construction du mur de l’Atlantique. C’est en brisant l’ensemble des communications allemandes, en détruisant leurs dépôts de munitions et de carburant, que le débarquement a pu avoir lieu et a pu réussir. Le général de Gaulle déclarera à ce sujet : « C’est en respectant la logistique que le général Eisenhower mena jusqu’à la victoire […] la machinerie des armées du monde libre. »

## Influence sur le renouveau de la fonction logistique au sein des organisations
Ces réalisations vont influer les processus logistiques développés par l’entreprise industrielle à partir des années 1960, lorsque celle-ci sera de plus en plus investie dans la fourniture en biens ou services d'une société de consommation de masse.
Des logisticiens militaires seront les inspirateurs du renouveau logistique dans les organisations. Des chercheurs en sciences de gestion comme Heskett aux États-Unis ou comme Tixier, Mathe et Colin en France, dans la perspective logistique ouverte par Jomini, mettront leurs réflexions au service des nouveaux défis rencontrés par les organisations en intégrant de manière plus efficace et plus efficiente les paramètres logistiques dans la définition et la mise en œuvre de leur stratégie générale.